# Enrico Butti
Enrico Butti (Viggiù, 3 aprile 1847 – Viggiù, 31 gennaio 1932) è stato uno scultore italiano.

## Biografia

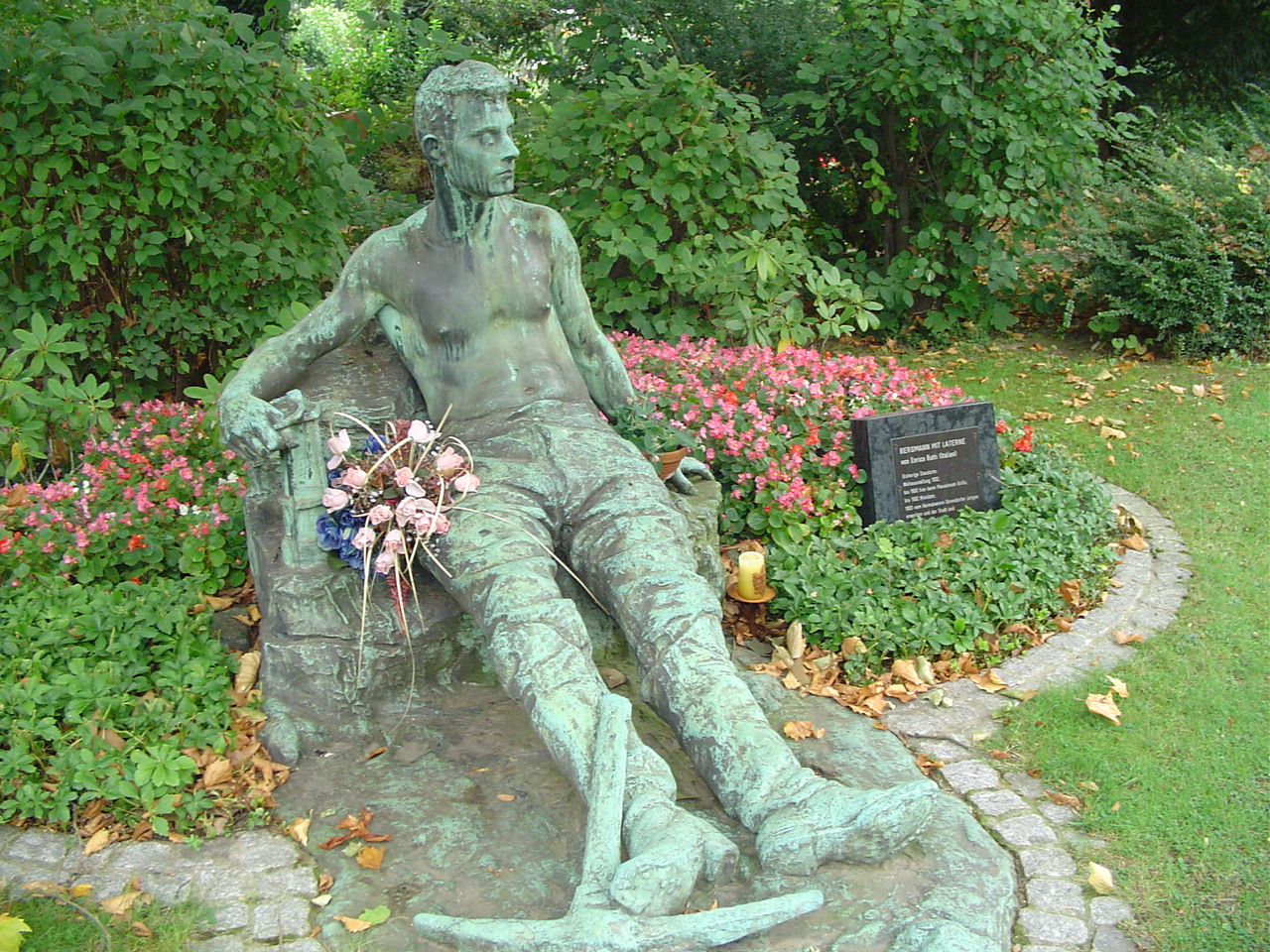
Enrico Butti
Minatore con lanterna
cimitero di Düsseldorf

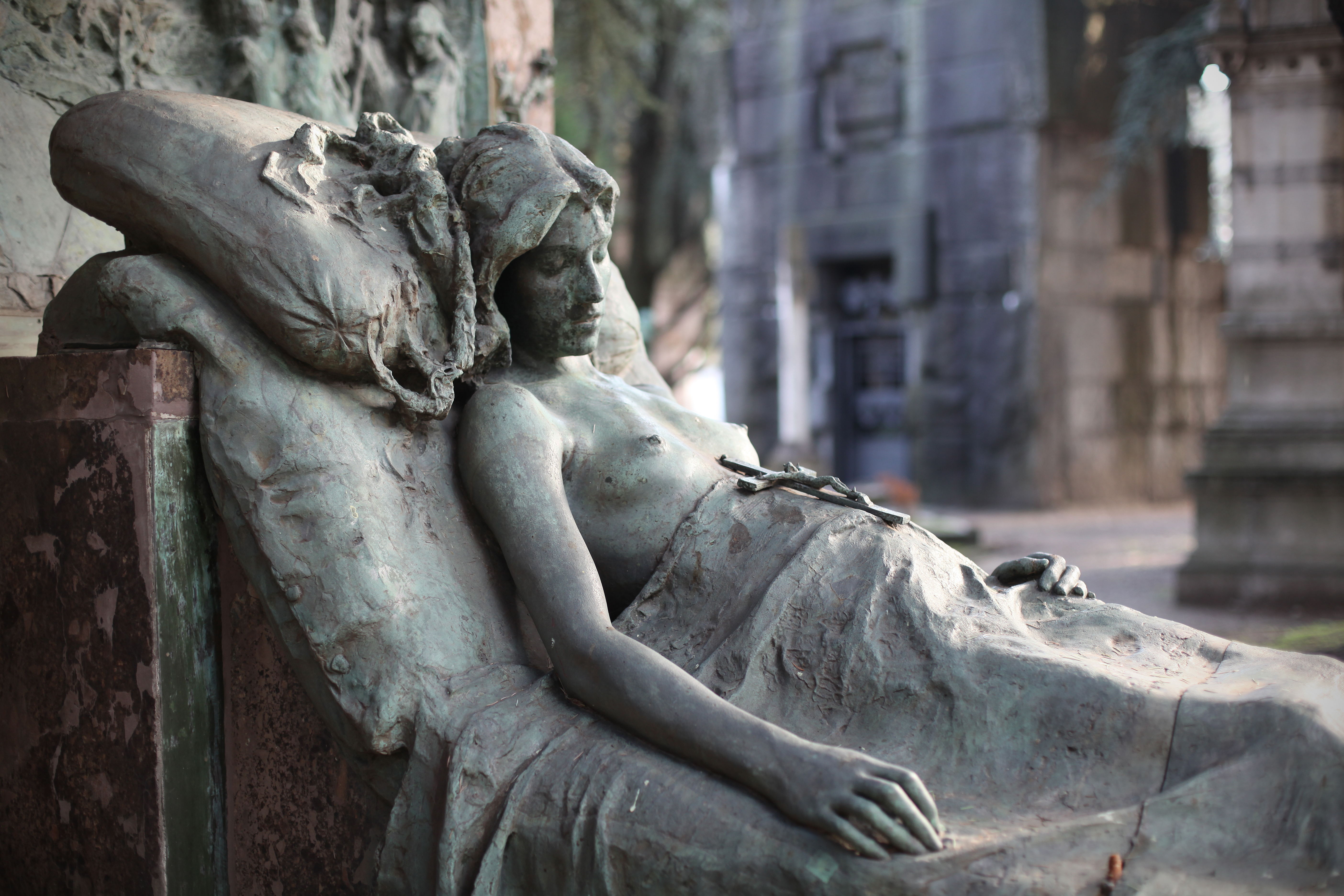
La morente, edicola Casati
1890-1891
Cimitero Monumentale di Milano

Nasce il 3 aprile 1847 da Bernardo e Anna Giudici, una famiglia di marmorini per tradizione. Il padre è intagliatore come lo zio Stefano Butti e il cugino Guido Butti, entrambi scultori.
Butti si reca a Milano nel 1861 per frequentare l'Accademia di Belle Arti di Brera dove segue i corsi di Pietro Magni. Nello stesso tempo fa fronte alle difficoltà economiche traducendo in marmo opere di altri scultori, come Francesco Barzaghi, Ugo Zannoni, e lo stesso Magni, acquisendo un'elevata abilità nel lavorare la materia.
Negli anni della Scapigliatura, espose alla Mostra Nazionale del 1872 una delle sue prime opere, il marmo del Raffaello Sanzio e a Brera, due anni dopo, Eleonora d'Este che si reca a trovare il Tasso in carcere, oggi a San Pietroburgo. Di poco posteriori opere come Caino, Le smorfie, Stizze, San Gerolamo (1875), Il mio garzone e Santa Rosa da Lima per il Duomo di Milano (1876).
Nei successivi monumenti l'esempio di Achille D'Orsi e soprattutto di Vincenzo Vela lo spinge ad uno stile più sobrio ed essenziale. Esemplari L'angelo dell'evocazione per la tomba Cavi-Bussi al Cimitero Monumentale di Milano, il Monumento al Guerriero di Legnano e Il minatore (opera intessuta del realismo populista che andava diffondendosi in quegli anni) che gli fece guadagnare il Grand Prix e la medaglia d'argento all'Esposizione universale di Parigi del 1889.

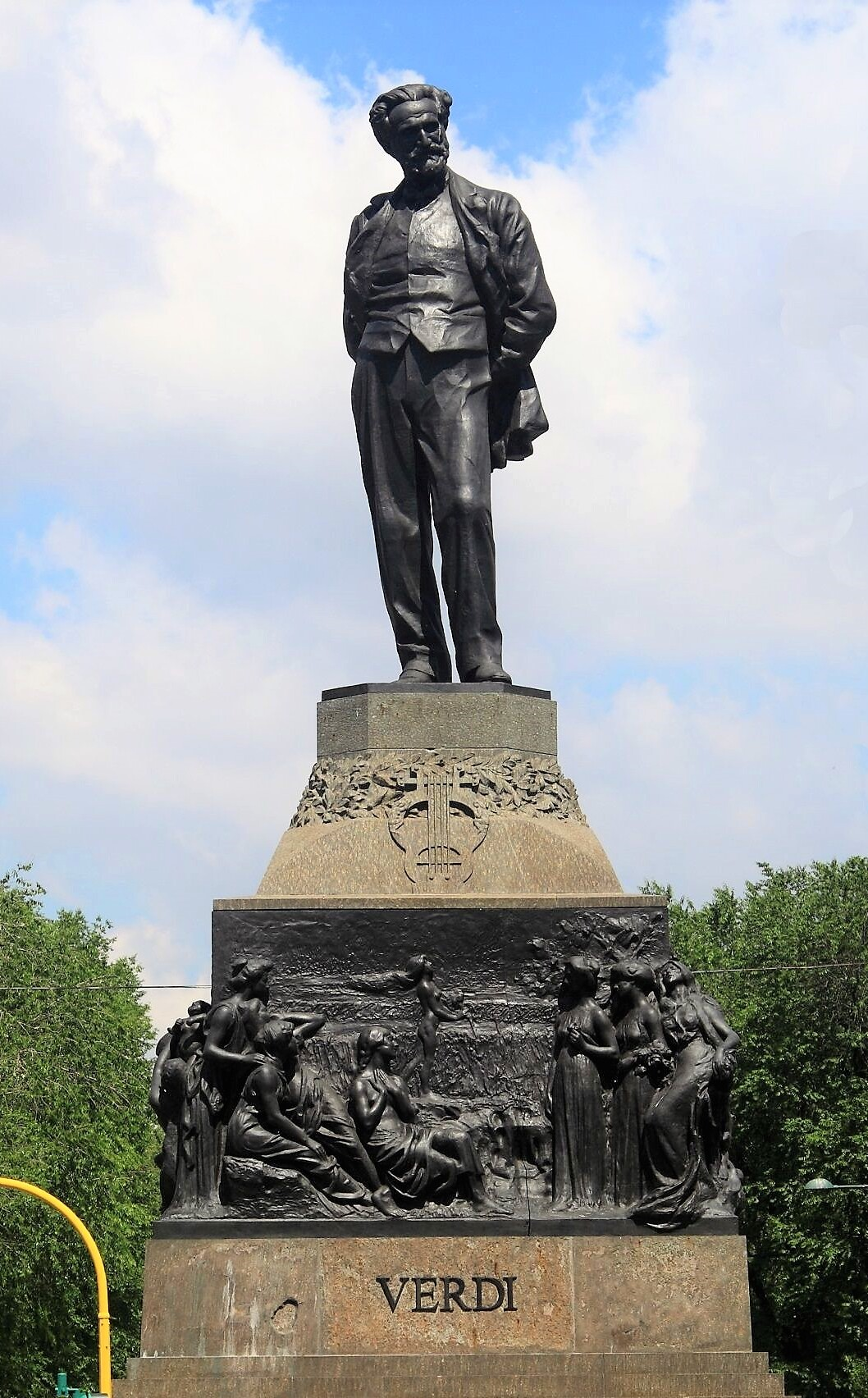
Enrico Butti
statua di Giuseppe Verdi
(1913) Milano

Molti altri sono i monumenti celebrativi, come quello per il Generale Sirtori, nei Giardini pubblici di Milano, e funerari sempre per il cimitero milanese, tra i quali spicca la celebre La morente del 1890-1891 per il monumento funebre di Isabella Airoldi in Casati. Dal 1893 al 1913 Butti è docente di scultura a Brera, dove avrà tra i suoi allievi Dante Parini. Riceve nuove commissioni importanti come I minatori del Sempione e il gruppo de La tregua, entrambi del 1906 e il frontalino con L'Unità d'Italia per il Vittoriano (1909). Nel 1913 si stabilisce nel paese natio a causa di sempre più gravi problemi polmonari, ma non abbandona il lavoro. Dopo l'edicola Erba, con la scultura Mater consolatrix, ed il coevo monumento Besenzanica (1912) per il Monumentale di Milano, realizza ancora varie opere funerarie, il monumento a Giuseppe Verdi in piazza Buonarroti a Milano (1913), e quelli per i caduti di Viggiù (1919), di Gallarate (1924) in Piazza Risorgimento (spostato e restaurato nel 2008) e di Varese (1925).
Dal 1928 Butti si dedica anche alla pittura.
Muore il 31 gennaio 1932 nella sua villa di Viggiù, il cui parco ospita l'attuale Museo, secondo il desiderio dello scultore.

## Il Museo Enrico Butti
Butti donò la propria gipsoteca al comune di Viggiù nel 1926, lasciandola in eredità alla comunità, con l'esplicita condizione che si mantenesse l'ordinamento da lui predisposto. La collezione comprende 87 gessi ed alcuni dipinti dell'artista.

## Vandalismo
Nel 2023, la statua Domina di Butti, situata a in una fontana di Villa Alceo a Viggiù in Lombardia, è stata irreversibilmente distrutta, quando l'influencer e modello tedesco Janis Danner, accompagnato dai suoi amici, l'ha trascinata giù per fare un video girato dalla sua fidanzata Jessica De Oliveira, nonostante i vari cartelli indicassero chiaramente di non avvicinarsi né toccare la statua. Il valore stimato dell'opera creata da Butti in giovane età era di 200.000 euro e Danner si è offerto di pagare solo 200 euro senza scusarsi e definendo la statua "solo una statua di sabbia", per poi lasciare il Paese il più velocemente possibile. Le autorità italiane hanno preteso severe punizioni e ripercussioni legali contro i vandali, coinvolgendo anche l'Interpol.